# Phenacogrammus interruptus

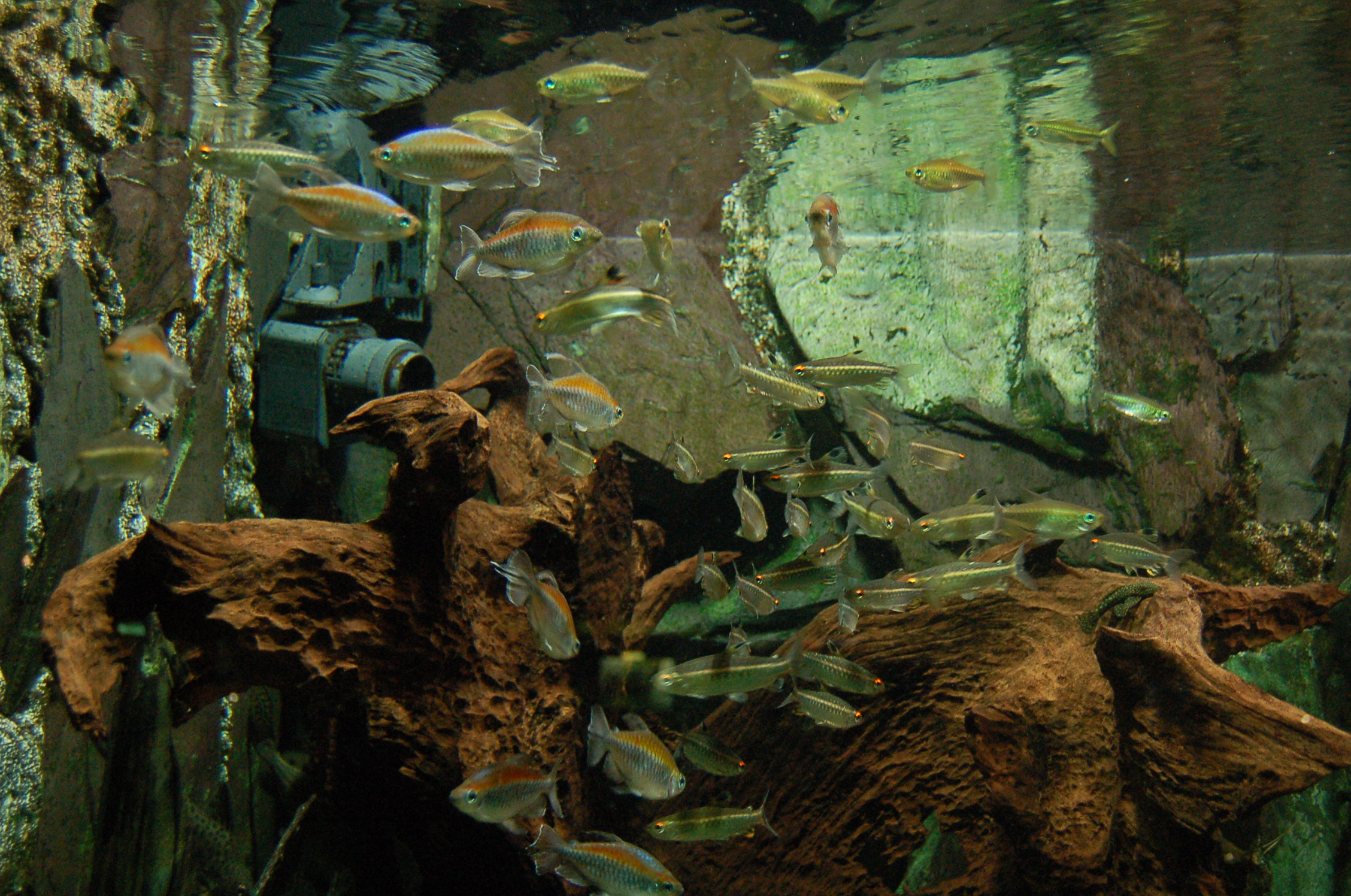
Grup de Phenacogrammus interruptus a l'Aquàrium del Palais de la Porte Dorée, a París.

Phenacogrammus interruptus és una espècie de peix de la família dels alèstids i de l'ordre dels caraciformes.

## Morfologia
- Els mascles poden assolir 8 cm de longitud total i les femelles 6.[2][3]

## Alimentació
Menja cucs, insectes petits, crustacis i matèria vegetal.

## Hàbitat
És un peix d'aigua dolça i de clima tropical (23 °C-26 °C).

## Distribució geogràfica
Es troba a Àfrica: conca del riu Congo.